# Piros, fehér, zöld
Piros, fehér, zöld je hudební album skupiny Kárpátia. Vydáno bylo v roce 2006.

## Seznam skladeb
1. Toborzó (3:08)
2. Keleti Kárpátok (2:55)
3. Neveket akarok hallani (4:08)
4. Igazán szeretni (3:25)
5. Kivándorlók dala (3:24)
6. Pálinka (2:35)
7. Bánatvirág (3:47)
8. Fiumei ribillió (3:00)
9. Bizalmam az ősi erényben (3:49)
10. Hegyek fölött (2:53)
11. Szegény magyar nép! (2:18)
12. Ha kell! (3:49)
13. Halotti beszéd (részlet) (3:09)